# (1726) Hoffmeister
(1726) Hoffmeister és un asteroide pertanyent al cinturó d'asteroides descobert el 24 de juliol de 1933 per Karl Wilhelm Reinmuth des de l'observatori de Heidelberg-Königstuhl, Alemanya.
Hoffmeister va ser designat inicialment com 1933 OE. Més endavant es va anomenar en honor de l'astrònom alemany Cuno Hoffmeister (1892-1968).
Hoffmeister orbita a una distància mitjana del Sol de 2,79 ua, i pot acostar-se fins a 2,674 ua i allunyar-se fins a 2,906 ua. La seva excentricitat és 0,04167 i la inclinació orbital 3,48°. Empra a completar una òrbita al voltant del Sol 1.702 dies.